# John Cox Underwood

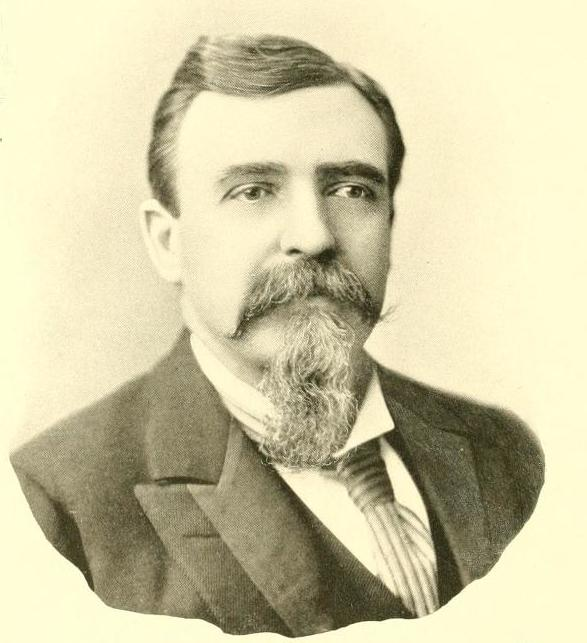
John Cox Underwood

John Cox Underwood (* 12. September 1840 in Georgetown, District of Columbia; † 29. Oktober 1913 in New York City) war Ingenieur und Politiker in Kentucky.
John war der älteste Sohn von Senator Joseph R. Underwood und Elizabeth Cox Underwood, Tochter von Colonel John Cox, ehemaliger Bürgermeister von Georgetown. Er wuchs in Bowling Green, Kentucky, auf und machte 1862 einen Abschluss als Bauingenieur am Rensselaer Polytechnic Institute. Im Bürgerkrieg stand John Underwood auf Seiten der Konföderation. Er diente als Pionier unter General Braxton Bragg, als er im Frühjahr 1863 in Kriegsgefangenschaft geriet. Nach Ende der Gefangenschaft kehrte er nach Kentucky zurück.
In Bowling Green war er ab 1868 Stadtbaumeister und später Mitglied im Stadtrat. Von 1871 bis 1872 war Underwood der zweite Bürgermeister der damals erst rund 5000 Einwohner zählenden Kleinstadt. Das von ihm um 1875 errichtete Underwood-Jones House ist seit 1978 im National Register of Historic Places.
Höhepunkt von Underwoods politischer Karriere war das Amt des Vizegouverneurs von Kentucky, welches er unter Gouverneur James B. McCreary von 1875 bis 1879 bekleidete. Er bemühte sich auch um dessen Nachfolge, die Demokratische Partei nominierte jedoch den späteren Wahlsieger Luke P. Blackburn. John C. Underwood ging danach ins Zeitungsgewerbe und besaß Zeitungen in Bowling Green, Louisville und Cincinnati.